# 2011年民主党代表選挙
2011年民主党代表選挙（2011ねんみんしゅとうだいひょうせんきょ）は、2011年8月26日に辞任を表明した菅直人代表の後任を選出するため、2011年8月29日に実施された民主党代表選挙である。野田佳彦が選出された。

## 概説
2010年（平成22年）9月に民主党代表に選出された菅直人の後任を選出する選挙である。任期は、菅代表の残り任期の2012年9月末まで。
党代表選挙は8月27日に告示・立候補受付が行われ、8月29日11時から両院議員総会が開催・投開票が行われた。時間的制約の事由から投票権は党の国会議員のみに認められ、前々回の選挙と同様、一般党員やサポーターの参加はなかった。民主党の国会議員は投票当日時点で407人（党籍を離脱している衆議院議長及び参議院議長を含む）であり、小沢一郎ら党員資格停止中の9人は投票権がなく、398票の投票権のある国会議員のうち、当日棄権した横路孝弘衆議院議長・西岡武夫参議院議長・松本龍前防災担当大臣を除く395票で争われた。
事前説明会には9人の議員が出席したが、最終的に、前原誠司前外務大臣、馬淵澄夫前国土交通大臣、海江田万里経済産業大臣、野田佳彦財務大臣、鹿野道彦農林水産大臣の5人が立候補した。5人の立候補は、民主党結党以来の代表選挙としては最多である。1回目の投票で有効投票数の過半数を獲得した人がいなかったため、上位2人（海江田万里・野田佳彦）による決選投票が行われ、野田佳彦が当選した。

## 経緯と背景
2010年9月14日に行われた代表選挙で菅直人は小沢一郎を破り再選。しかし、ねじれ国会の運営に苦しめられ、同年11月には仙谷由人官房長官、馬淵澄夫国土交通大臣の問責決議が相次いで可決された。また政治とカネの問題も振り払えず、党内から倒閣運動（菅おろし）が起こった。
2011年3月11日に発生した東北地方太平洋沖地震への対応のため、一時的に倒閣運動は下火となるが、対応の遅れやまずさに、小沢一郎元党代表を中心としたグループはやがて再び退陣を公然と要求した。同年6月1日、野党自由民主党と公明党により内閣不信任決議案が提出された。これに小沢グループなど与党からも賛成を表明する議員が続出した。造反による可決も囁かれたが、採決直前に菅が震災対応に一定の目処がついた時点で若い世代にバトンを渡すと表明し、これが事実上の退陣表明と受け止められ、造反は沈静化。6月2日、不信任決議案は否決された。
同年6月27日、菅は首相官邸で記者会見し、自らの辞任条件として、「今年度第2次補正予算案の成立、再生可能エネルギー特別措置法案の成立、特例公債法案の成立が一つのめどになる」と明言した。ただし具体的な辞任時期は示さなかった。
同年8月26日、菅は退陣の条件としていた3法案の成立を受け、「本日をもって民主党代表を辞任し、新代表が選出された後に総理大臣の職を辞する」と辞任を正式に表明した。これに伴い代表選挙が行われることとなった。
同年8月27日、代表選挙告示。届出順に、前原誠司、馬淵澄夫、海江田万里、野田佳彦、鹿野道彦の5人が立候補した。
世論調査では、前原が代表選の全立候補者の中で圧倒的な人気を誇り、当初の下馬評では本命と目されていた。だが、党内での不人気や、外相辞任の原因となった外国人献金問題の影響もあって苦戦を強いられた。
小沢一郎は、菅政権が「脱小沢」路線を展開した時代、党内求心力を弱めていた。復権のためには担いだ海江田を勝たせるしか選択肢はなく、必死に工作を始めた。26日夜、都内のレストランで、当時「小沢ガールズ」と呼ばれた女性議員たちに「俺が出馬していると思ってやってくれ」と頼んだ。自分の秘書を二人一組にして、狙った議員を海江田支持にするため、地方に派遣した。その議員が支持基盤とする業界団体を説得するという戦術をとった。
海江田は小沢、鳩山由紀夫の支持によって基礎票で圧倒的にリードしていた。「菅さん以外なら誰でもいい」と小沢に言われて首相の座から引きずりおろされた菅は8月28日、北澤俊美に野田と前原との調整を依頼した。北沢は幹事長の岡田克也、国対委員長の安住淳、官房副長官の仙谷由人を交えて協議を行った。その結果、「決選投票にもつれ込んだ場合は、互いに一致した投票行動を行う」との合意が成立した。
しかし、野田と前原の票だけでは海江田に勝てる保証はなかった。動いたのは仙谷だった。仙谷は、自民・公明との協調関係を築いてきたのは自分だとの自負があり、そのため「小沢の傀儡である海江田がこのまま勝つと国会運営は極めて困難になる」と考えていた。同日夜、仙谷は鹿野とひそかに接触。小沢の名前を出して説得した。鹿野はこれに応じたが、前原の外国人献金問題に触れ、「私の支持者には前原への抵抗がある」と条件を付けた。仙谷は「分かった。それなら野田を2位にするために、前原の票を野田に回してもいい」と請け合った。
投票日の29日朝、鹿野陣営は会合で「決選投票になったら対応を鹿野さんに一任しよう」と申し合わせた。1回目の投票で有効投票数の過半数を獲得した人がいなかったため、海江田（143票）と野田（102票）の上位二人の決選投票が決まった。会場内にいた鹿野陣営の議員に携帯メールで「鹿野さんが背広を着たままなら1位に、脱いでワイシャツ姿になれば2位に投票する」との指示が伝えられた。鹿野は2候補の演説直後、黒色の上着を脱ぎ、ワイシャツ姿になった。こうして1回目の投票で鹿野に投じた52票の多くが決選投票で野田に流れた。日本経済新聞は52人のうち約30人が野田に投じたと報じている。野田215票、海江田177票で、野田が勝利した。
海江田は政策の打ち出しが中途半端であったことが指摘されている。TPPへの慎重姿勢や「原発ゼロ」の政権公約は、小沢や鳩山に配慮したものだったが、海江田は「こんなの自分がやりたい政策じゃないよ」と周囲にこぼしていた。29日朝、小沢グループの議員らを前に演説を練習させられたが、本番では郵政改革法案の成立などを掲げた2ページ分を読み飛ばした。陣営の若手議員は「海江田さんは演説が下手だったのが敗因」と語った。

## 党代表選データ

### 日程
- 8月25日 - 党代表選挙事前説明会[15]
- 8月26日 - 両院議員総会が開かれ、菅直人代表が正式に辞意を表明し、了承。8月27日告示・立候補受付とし、29日11時から両院議員総会を開催し新代表を選出することが了承される。第2回代表選挙事前説明会が開催され、受け付け順の抽選が行われ、小沢鋭仁、前原誠司、馬淵澄夫、海江田万里、野田佳彦、鹿野道彦の順となる[16]。
- 8月27日 - 9時に告示され、10時30分の締め切りまでに前原誠司、馬淵澄夫、海江田万里、野田佳彦、鹿野道彦が立候補の届出を行った。14時から、日本記者クラブ主催の共同記者会見[17]が行われた。
- 8月28日 - 党主催候補者討論会
- 8月29日 - 両院議員総会（投開票）

### 立候補者
|  | 前原誠司   | 衆議院議員、前外務大臣、元党代表 |
|  | 馬淵澄夫   | 衆議院議員、前国土交通大臣       |
|  | 海江田万里 | 衆議院議員、経済産業大臣         |
|  | 野田佳彦   | 衆議院議員、財務大臣             |
|  | 鹿野道彦   | 衆議院議員、農林水産大臣         |

### 党中央代表選挙管理委員会
- 委員長 - 古賀一成（衆議院議員）

### 選挙人
| 種別       | 人数  |
| ---------- | ----- |
| 衆議院議員 | 292人 |
| 参議院議員 | 106人 |
| 合計       | 398人 |

### 推薦人
| 候補者 | 前原誠司   | 馬淵澄夫           | 海江田万里 | 野田佳彦   | 鹿野道彦   |
| ------ | ---------- | ------------------ | ---------- | ---------- | ---------- |
| 推薦人 | 阿知波吉信 | 滝実               | 赤松広隆   | 荒井聰     | 池田元久   |
| 推薦人 | 泉健太     | 高山智司           | 東祥三     | 打越明司   | 石田勝之   |
| 推薦人 | 井戸正枝   | 長安豊             | 糸川正晃   | 江端貴子   | 大島敦     |
| 推薦人 | 小川淳也   | 石井登志郎         | 岡本英子   | 大串博志   | 大島九州男 |
| 推薦人 | 小川勝也   | 磯谷香代子         | 奥野総一郎 | 岸本周平   | 大野元裕   |
| 推薦人 | 小原舞     | 大西健介           | 小沢鋭仁   | 近藤洋介   | 大畠章宏   |
| 推薦人 | 城井崇     | 櫛渕万里           | 川内博史   | 柴橋正直   | 川村秀三郎 |
| 推薦人 | 菊田真紀子 | 阪口直人           | 小宮山泰子 | 武正公一   | 楠田大蔵   |
| 推薦人 | 黒岩宇洋   | 杉本和巳           | 辻恵       | 手塚仁雄   | 小林興起   |
| 推薦人 | 小宮山洋子 | 高井崇志           | 中川治     | 中川正春   | 小山展弘   |
| 推薦人 | 斉藤進     | 高野守             | 中塚一宏   | 橋本博明   | 佐々木隆博 |
| 推薦人 | 下条みつ   | 高邑勉             | 初鹿明博   | 花咲宏基   | 篠原孝     |
| 推薦人 | 高井美穂   | 玉置公良           | 原口一博   | 藤村修     | 末松義規   |
| 推薦人 | 高橋昭一   | 福島伸享           | 福田昭夫   | 牧野聖修   | 田名部匡代 |
| 推薦人 | 徳永久志   | 宮崎岳志           | 松野頼久   | 松本大輔   | 筒井信隆   |
| 推薦人 | 中谷智司   | 吉川政重           | 山花郁夫   | 三谷光男   | 中山義活   |
| 推薦人 | 仁木博文   | ツルネン・マルテイ | 小川敏夫   | 森岡洋一郎 | 白眞勲     |
| 推薦人 | 林久美子   | 藤末健三           | 尾立源幸   | 森本哲生   | 橋本清仁   |
| 推薦人 | 古川元久   | 前川清成           | 桜井充     | 森山浩行   | 樋口俊一   |
| 推薦人 | 細野豪志   | 横峯良郎           | 佐藤公治   | 谷田川元   | 舟山康江   |
| 推薦人 | 松浦大悟   |                    | 武内則男   | 山口壮     | 前田武志   |
| 推薦人 | 山井和則   |                    | 谷亮子     | 山田良司   | 増子輝彦   |
| 推薦人 | 柚木道義   |                    | 谷岡郁子   | 長浜博行   | 松崎公昭   |
| 推薦人 | 渡辺周     |                    | 藤田幸久   | 広田一     | 吉田公一   |
| 推薦人 |            |                    | 安井美沙子 | 蓮舫       | 和嶋未希   |

## 選挙の結果

### 1回目
| 前原誠司 | 馬淵澄夫 | 海江田万里 | 野田佳彦 | 鹿野道彦 |
| -------- | -------- | ---------- | -------- | -------- |
| 74       | 24       | 143        | 102      | 52       |

- 有効投票数 395票

### 決選投票
| 海江田万里 | 野田佳彦 |
| ---------- | -------- |
| 177        | 215      |

- 有効投票数 392票 無効3票

## 選挙戦における争点
争点となった項目は以下の通り。
- 東日本大震災復興対策及び財源
- 原発・エネルギー対策
- マニフェストの見直し
- 国会運営・大連立構想
- 小沢一郎の処分の見直し

## その他
代表選挙の模様はUstreamで放送されたが、接続したユニークユーザーは57万人を数え過去最大となり、選挙への関心の高さが示された。